# لوري بي. فريدمان
لوري بي. فريدمان (بالإنجليزية: Laurie B. Friedman)‏ هي كاتبة للأطفال وكاتِبة أمريكية، ولدت في 1964.

## وصلات خارجية
- الموقع الرسمي